# Lista de membros da Royal Society eleitos em 1722
Esta é uma lista de Membros da Royal Society eleitos em 1722.

## Fellows
- Thomas Sclater (?1664 - 1736)
- Charles Beauclerk (1670 - 1726)
- Philip Julius Borneman (fl.1722 - 1726)
- Richard Boyle, 3.º Conde de Burlington (1694 - 1753)
- Ambrose Dickens (ca. 1687 - 1747)
- Charles Douglas (1698 - 1778)
- Samuel Harris (1682 - 1733)
- Robert Hucks (m. 1745)
- Richard Lucas (ca. 1693 - ?1747)
- Thomas Miles (m. 1767)
- Richard Molesworth (1680 - 1758)
- Giovanni Battista Morgagni (1682 - 1771)
- Samuel Morland (m. 1734)
- William Musgrave (ca. 1696 - 1724)
- George Parker (ca. 1697 - 1764)
- William Paston (1652 - 1732)
- William Sloane (1696 - 1767)
- Charles Taylor (ca. 1693 - 1766)
- Abraham Vater (1684 - 1751)
- Talbot Yelverton (1690 - 1731)